# Antonio María Fabié
Antonio María Fabié Escudero (Sevilla, 19 de junio de 1832-Madrid, 3 de diciembre de 1899) fue un político, escritor, filósofo, historiador y bibliófilo español destacado por su filosofía hegeliana, de la que se aficionó a mediados del siglo XIX mientras era estudiante de la Universidad de Sevilla. Estudió Farmacia, Ciencias Exactas y Derecho.

## Biografía
Era hijo del farmacéutico sevillano, Antonio María Fabié y Gálvez (Ayamonte, 1797 - Sevilla, 1871), presidente del Colegio de Farmacéuticos de Sevilla, Inspector de Farmacia de la Aduana Nacional, Académico de número de la Academia de Buenas Letras de Sevilla, Vocal de la Junta Municipal de Sanidad y Subdelegado de Farmacia del primer distrito de la capital, además de Alcalde 5º Constitucional de Sevilla en varios periodos; y de María Amparo Escudero de Vega (Sevilla, 1805 - Sevilla 1836).
Estudió la enseñanza primaria en el Colegio Hispalense, que dirigía el literato Alberto Lista. A los catorce años obtuvo el premio extraordinario anual, consistente en unos libros, con una dedicatoria de puño y letra de Alberto Lista que decía: "Al más aventajado de los discípulos del Colegio Hispalense don Antonio María Fabié. - Alberto Lista." A principios de octubre de 1846 fue a Madrid a estudiar la carrera de Farmacia. Allí vivió bajo el mismo techo que Antonio Delgado, autor de "Las monedas autónomas de España", que fue su apoderado hasta que terminó la carrera de Farmacia y la de Ciencias Físico Naturales en 1851. Durante este período arrastrado por sus aficiones literarias, estableció estrecha amistad con varios notables de la época, mayores que él, como fueron García Gutiérrez, Cayetano Rosell, Miguel de los Santos Álvarez o Miguel Agustín Príncipe, entre otros. Recibió varias menciones honoríficas y premios extraordinarios de sus catedráticos, principalmente de los señores Miguel Colmeiro y Penido y Mariano de la Paz Graells.
Por su carácter y aficiones no se acostumbraba a trabajar en la Farmacia de su padre, la más acreditada por aquel entonces en Sevilla, por lo que pidió permiso a este para estudiar la carrera de leyes. Como su padre no se lo permitió se costeó todos los gastos de los estudios con el importe de los intereses de la legítima de su madre. Obtuvo grandes éxitos en sus estudios y al recibir el título de Licenciado en 1856 ya poseía una reputación considerable. Los doctores Álava, Beas y Dutari y Bedmar hicieron grandes elogios del estudiante y, anteriormente, el profesor de Lógica y Ética, Nicolás María Rivero, le pronosticó un porvenir muy brillante.
Volvió a Madrid, contra la voluntad de su padre, en 1857, donde comenzó a trabajar en varios periódicos. Escribió sus primeros artículos en El León Español. En La Patria escribió una serie de artículos sobre la ley Moyano de Instrucción pública que llamaron mucho la atención. Fue entonces cuando estableció estrecha amistad con Cánovas del Castillo, que duró toda la vida.
Contrajo matrimonio en Sevilla, el 30 de diciembre de 1860, con María Teresa Gutiérrez de la Rasilla y Castañeda, con la que tuvo cinco hijos (María Patrocinio, Antonia, Antonio María, Francisco de Asís y María del Rosario). Regresó inmediatamente a Madrid donde se estableció de forma definitiva.
Fue socio fundador del Ateneo de Madrid donde sostuvo polémicas acerca de asuntos filosóficos con José Moreno Nieto y literarias con Manuel de la Revilla, Roberto Robet, Tomás Rodríguez Rubí y otros. En las Cortes de 1863 fue elegido diputado por Aspe (Alicante), pronunciando varios discursos, entre ellos uno sobre el régimen de las posesiones españolas de Ultramar.
Al fundar José de Salamanca y Mayol el periódico El Contemporáneo, José Luis Albareda fue designado director, Fabié redactor jefe y redactores Ramón Rodríguez Correa, Juan Valera y Eulogio Florentino Sanz. Fabié llevó a Gustavo Adolfo Becquer, su íntimo amigo de la infancia, y le hizo escribir las primeras cuartillas en prosa contra su voluntad. Ayala, Bécquer y Fabié vivieron juntos, en la calle del Prado, varios meses, en el año 1864, durante la ausencia de su esposa, que estuvo en Sevilla con motivo de una enfermedad de su madre. Desde principios de abril de 1863 empezó a escribir en el periódico más antiguo de la península, el Diario de Barcelona, sus famosas correspondencias de A.
En 1865 Fabié fue elegido nuevamente diputado por Alcoy, desempeñando durante varios meses el cargo de fiscal de la Deuda pública. El 6 de mayo de 1865 defendió en las Cortes su postura antiesclavista en un discurso en el que secundó una moción contra la trata. En 1867 volvió a ser diputado por Jerez de los Caballeros y oficial mayor del Ministerio de Ultramar. Firmó el manifiesto dirigido a la reina Isabel II en abril de 1868, pidiéndole que abriera las Cortes, y al venir la revolución de 1868 condenó gran parte de su política.
En 1871 fue elegido diputado por Jerez de los Caballeros sin saberlo, debido a una estratagema de su amigo el Sr. Peche. Entonces formó parte del grupo llamado del canapé, capitaneada por Cánovas del Castillo. Desde principios de enero de 1872 se dedicó de lleno a los trabajos preparatorios de la restauración. Le nombraron secretario general del comité alfonsino, haciendo todo lo posible para apartar a Antonio Benavides y Fernández de Navarrete de la representación de la dinastía destronada, e influyó mucho en la designación de Cánovas del Castillo como su substituto.
Insistió persistentemente para conseguir la asociación de la antigua Unión Liberal a la causa de la restauración, consiguiendo que los exministros Pedro Salaverría y Constantino de Ardanaz y Undabarrena se entendieran con Cánovas. Durante el verano y otoño de 1872 Fabié realizó varios viajes por Cataluña y el extranjero, todos relacionados con la campaña restauradora. A finales de 1872 escribió el borrador del primer manifiesto del Rey don Alfonso XII a los españoles, que apareció en las columnas del Diario Español al perderlo Salaverría en la calle.
En la primavera de 1873 Fabié pidió al general Blas Villate una conferencia con Cánovas relativa a los trabajos militares en pro de Alfonso XII. Cánovas rehuyó la reunión durante más de un mes, pero finalmente tuvo que ceder y se entrevistó con el general, quién le mostró los poderes de veinticuatro compañeros de armas. Al estar ausente Villate de Madrid, los generales nombraron como representante suyo al capitán de artillería Federico Sánchez Bedoya, y Cánovas designó a Romero Robledo y a Fabié para negociaran con éste. La negociación fracasó debido a la oposición de Cánovas del Castillo al propósito de proclamar al rey sublevando la guarnición de Madrid y las fuerzas que estaban en el Norte y Cataluña combatiendo a los carlistas. El día 6 de enero de 1874, Sánchez Bedoya anunció a Fabié que los generales quedaban desligados de todo compromiso y que procederían a restaurar la monarquía borbónica por su cuenta y riesgo. El 13 de febrero de 1874 fue elegido académico (medalla número 20) de la Real Academia de la Historia. Tomó posesión el 4 de abril de 1875.
Consumada la restauración, Fabié ocupó la subsecretaría del Ministerio de Hacienda, cargo que ya había desempeñado en 1869. Perteneció al partido Moderado y fue elegido diputado por Casas Ibáñez (Albacete), en las Cortes Constituyentes. Presidente de la Comisión General de Presupuestos, hizo con Salaverría el arreglo de la Deuda Pública y la Ley de Presupuestos de 1876.

El 4 de abril de 1875 ingresó como miembro de la Real Academia de la Historia. En enero de 1877 recibió el nombramiento de Consejero de Estado. En las Cortes de 1879 fue elegido diputado por Sevilla (capital), volvió a serlo también en las de 1881, ocupando el cargo de presidente de la sección de lo Contencioso del Consejo de Estado. En las Cortes de 1883 fue senador por la provincia de Ávila y fue nombrado Fiscal del Tribunal Supremo de Justicia, cargo del que no llegó a tomar posesión. En 1886 resultó elegido senador por la de Castellón. Fue Presidente de los Congresos Internacionales Americanistas celebrados en Copenhague (1883) y Turín (1886).

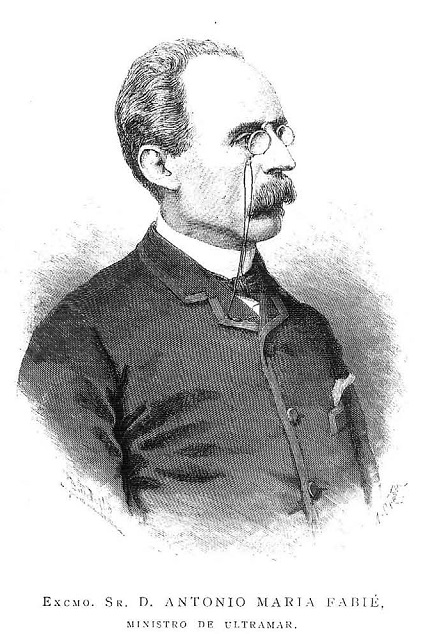
Retrato de Antonio María Fabié (La Ilustración Española y Americana, 1890)

En 18 de abril de 1890, la Real Academia le nombró individuo de número, por unanimidad. Ocupó, al constituirse el 4 de julio de ese año el ministerio de Cánovas del Castillo, la cartera de Ultramar (Real Decreto de 5 de julio de 1890), cargo que abandonó un año después, recibiendo el nombramiento de presidente del Consejo de Filipinas y posesiones del Golfo de Guinea (Real Decreto de 27 de noviembre de 1891,), y ayudando a Francisco Silvela en la reorganización del Partido Liberal-Conservador. El 23 de febrero siguiente, año 1891, fue nombrado senador vitalicio. El 24 de mayo de 1891 tomó posesión de la silla R de la Real Academia Española, con el discurso Las obras literarias de Rodríguez Rubí, respondido por José de Castro y Serrano. Ocupó después la presidencia del Tribunal Contencioso Administrativo. El 20 de marzo de 1894 dimitió de su cargo de presidente del Consejo de Filipinas y posesiones del Golfo de Guinea. En 1886, 1887 y 1888, hizo largos viajes por Austria, Alemania, Italia, Suecia y Noruega, Rusia, Francia, Suiza y los Países Bajos. Fue nombrado en 1889 presidente de la Sociedad Real de Anticuarios del Norte y miembro de la Sociedad Geográfica de Berlín.
Fue ministro de Ultramar entre el 5 de julio de 1890 y el 23 de noviembre de 1891
En 1895 le nombraron presidente del Consejo de Estado. Desempeñó este cargo hasta el 15 de septiembre de 1897. Algunos días antes de que Cánovas del Castillo saliera para  Santa Águeda (el 27 de julio de 1897), éste indicó a Fabié, mientras paseaban reunidos en el Retiro, como solían hacerlo, que se preparara para ocupar en octubre el Ministerio de Fomento. Durante el período de oposición de 1898 llevó la dirección de la minoría conservadora del Senado, por encargo de Silvela, preparando con el duque de Tetuán, la caída del gabinete Sagasta en la votación del tratado de París.
En 1899 fue nombrado presidente del Consejo de Instrucción Pública, en sustitución de Montero Ríos, cargo del que dimitió por incompatibilidad de criterio con el ministro de Fomento marqués de Pidal, en materia de enseñanza. En septiembre fue nombrado presidente honorario de la Federación Gimnástica Española. En primero de octubre del mismo año se le nombró gobernador del Banco de España, puesto en que le sorprendió la muerte el 3 de diciembre de 1899 por un derrame cerebral.

## Condecoraciones y reconocimientos
Le otorgaron las grandes cruces de Isabel la Católica y de Carlos III, el Gran Cordón de esta Orden, y de la Corona de Italia y otras tantas extranjeras.
Desde 1900 dispone de una calle con su nombre en Sevilla. La calle Fabié (antigua Carreteros) va desde Pureza hasta Rodrigo de Triana. También en 1900, el ayuntamiento decidió poner una placa de mármol conmemorativa en la casa de la calle San Jacinto, del barrio de Triana de Sevilla donde nació, que decía: «El DÍA 15 DE JUNIO DE 1832 NACIÓ EN ESTA CASA EL EXCELENTÍSIMO SEÑOR DON ANTONIO MARÍA FABIÉ Y ESCUDERO, MINISTRO DE ULTRAMAR, PRESIDENTE DEL CONSEJO DE ESTADO, FILÓSOFO, HISTORIADOR Y ERUDITO; SEVILLA, POR SU ACUERDO DE 23 DE FEBRERO DE 1900, DISPUSO LA COLOCACIÓN DE ESTA LÁPIDA, PARA PERPETUAR LA MEMORIA DE TAN ILUSTRE PATRICIO. MURIÓ EN MADRID EL 3 DE DICIEMBRE DE 1899.»
En la actualidad existe una nueva placa de cerámica trianera que reza: «EN EL ANTIGUO NÚMERO 17 DE ESTA CALLE, NACIÓ EL FILÓSOFO, HISTORIADOR Y ERUDITO ANTONIO MARÍA FABIÉ Y ESCUDERO. FUE ÚLTIMO MINISTRO DE ULTRAMAR. PRESIDENTE DEL CONSEJO DE ESTADO Y PRESIDENTE DEL BANCO DE ESPAÑA. FALLECIÓ EL DÍA 3 DE DICIEMBRE DE 1899.»

## Obra literaria
Escribió las siguientes obras originales:
- Fabié y Escudero, Antonio María (1871). Biografía del Sr. D. Antonio María Fabié y Gálvez. Imp. Calle de las Sierpes, núm. 3, antiguos y 73, modernos, Sevilla.
- Traducción de La lógica de Hegel, 1872
- Fabié y Escudero, Antonio María (1875). Examen del Materialismo Moderno. La Biblioteca de Instrucción y Recreo.
- Fabié y Escudero, Antonio María (1879). Vida y escritos de Fr. Bartolomé de las Casas. Obispo de Chiapas. Madrid: Miguel Ginesta.
- Fabié y Escudero, Antonio María (1879). Notas y apuntes de un viaje por el Pirineo y por La Turena hecho en el verano de 1878. Madrid: Establecimiento tipográfico de M.P. Montoya y Cº.
- Fabié y Escudero, Antonio María (1880). El Principado de Asturias. Rápido examen del estudio histórico-legal. Madrid: Est. tip. de la integridad de la patria a cargo de Eduardo Viota.
- Fabié y Escudero, Antonio María (1882). «Rodrigo de Villandrando Conde de Ribadeo». Discurso leído en la Junta pública de aniversario de la Real Academia de la Historia (Madrid: Imprenta y fundición de M. Tello). Archivado desde el original el 23 de septiembre de 2015. Consultado el 2 de mayo de 2014.
- Fabié y Escudero, Antonio María (1885). Disertaciones jurídicas sobre el desarrollo histórico del derecho, sobre las bases del Código civil y sobre la organización de los tribunales. La Revista de Legislación.
- Recuerdos de Sevilla
- Fabié y Escudero, Antonio María (1885). Estudio filológico. Madrid: Imprenta de Fortanet.
- Fabié y Escudero, Antonio María (1886). Vida y escritos de Francisco López de Villalobos. Madrid: Imprenta de Miguel Ginesta.
- Fabié y Escudero, Antonio María (1888). Estudio crítico sobre la obra de D. Manuel Rodríguez de Berlanga, Madrid.
- Fabié y Escudero, Antonio María (1889). Comentarios a la Ley para ejercicio de la Jurisdicción Contenciosa, Madrid.
- Fabié y Escudero, Antonio María (1892). Biografía del Excmo. Sr. D. Pedro Salaverría. Madrid: Imp. de Fortanet. Archivado desde el original el 23 de septiembre de 2015.
- [edición de] Los cuatro libros del cortesano, compuestos en italiano por el Conde Baltasar Castellón, y agora nuevamente traduzidos en lengua castellana por Boscán, edición dirigida por Antonio María Fabié, Librería de Alfonso Durán, Madrid 1873
- Estudio sobre El maestro Antonio de Nebrija y su obra
- Historia de la Legislación de Indias (tres tomos)
- Fabié y Escudero, Antonio María (1898). Mi gestión ministerial respecto a la isla de Cuba. Impr. del Asilo de Huérfanos del Sagrado Corazón de Jesús.
- Problemas de enseñanza
- La verdad del presupuesto
- Discursos parlamentarios
- Fabié y Escudero, Antonio María (1880). El Principado de Asturias: estudio histórico-legal. Madrid: Establecimiento tipográfico de M. P. Montoya y Compañía. Archivado desde el original el 23 de septiembre de 2015.
- Estudios Filológicos (Garcés, elegancia y vigor de la lengua castellana.)
- Algunos sucesos de la vida de Colón anteriores a su primer viaje a las Indias. Ensayo crítico, Madrid, Est. Tip. Fortanet. 1893.
- Ensayo histórico de la Legislación española en sus Estados de Ultramar, Madrid, Est. Tip. Sucesores de Rivadeneyra, 1896.
- Fabié y Escudero, Antonio María (1896). Estudio sobre la organización y costumbres del país vascongado con ocasión del examen de las obras de los Sres. Echegaray, Labairu, etc.. Madrid: Est, Tip. de Fortanet. Archivado desde el original el 23 de septiembre de 2015.

Hay además impresos algunos folletos y conferencias que han desaparecido y numerosos artículos de periódicos.